# Lillian Nordica
Lillian Nordica (12 de dezembro de 1857 - 10 de maio de 1914), foi uma cantora lírica (voz soprano) norte-americana. Nasceu Lillian Norton, em uma fazenda perto de Farmington, Maine. 

## Nome artístico
O nome artístico Nordica lhe foi posto por um maestro italiano no início de sua carreira como cantora de ópera. Ele a convenceu de que os europeus não tolerariam um nome americano no palco. O nome adotado Giglia Nordica significava Lírio do Norte e logo ficou conhecida como Madame Nordica. 

## Carreira
Quanto era jovem Nordica possuía um inerente amor por música. Ela amava os sons das aves canoras e dos córregos. Quando tinha oito anos de idade, sua família se mudou para Boston para continuar a educação musical da filha mais velha, Wilhelmina. Wilhelmina morreu antes de completar dezoito anos de indade. As esperanças da família foram logo postas em Lillian e sua educação musical começou logo após. 
Estudou canto em Boston e em Milão. Formou-se no New England Conservatory em Boston com as maiores honras na idade de 18 anos. Estreou no conservatório como solista da Handel and Haydn Society (Sociedade Handel e Haydn).
Já como Madame Nordica ela estreou em ópera em Brescia em 1879, e a partir de então assumiu alta posição entre as prima donnas, aparecendo nas principais capitais da Europa, indluindo o Festival de Bayreuth e também nos EUA, especialmente no Metropolitan Opera, onde seu frequente parceiro era Jean de Reszke. 
Contemporânea e rival de Lilli Lehmann, Lillian Nordica foi a primeira norte-americana a cantar em Bayreuth.
Como muitos cantores, ela teve uma grande briga com Nellie Melba, a qual por uma temporada insistiu em ter "direitos exclusivos" de representar o papel de Brünnhilde, apesar da inadequação de sua voz para a parte. Nordica ficou furiosa, mas no final, levou a vantagem:  Brunnhilde foi um desastre para Melba, e foi restaurada a condição de Nordica como preeminente soprano wagneriano. 
Lillian Nordica foi uma cantora valente, ambiciosa e tinha um repertório enorme que incluía Aida, Brunnhilde no ciclo de O Anel do Nibelungo de Wagner, Tristan und Isolde, La Traviata, Faust, Lohengrin, e Le Nozze di Figaro. Infelizmente, os discos que gravou foram no final de sua carreira e não a mostram no seu melhor. Mesmo assim, mostram sua versatilidade, já que ela consegue cantar papéis de coloratura (Io son Titania) e partes dramáticas mais pesadas (Mild und leise). Pode-se também ouvir Lillian Nordica nos cilindros Mapleson, onde o tamanho e a flexibilidade da voz podem ser melhor ouvidos.

## Vida pessoal
A biografia de Lillian Nordica, Yankee Diva, escrita por Ira Glackens, dá grandes detalhes da carreira operística de Nordica e da sua desastrosa vida pessoal. Nordica casou-se três vezes, (sendo o segundo desses casamentos com o pouco talentoso tenor Zoltan Dome). O terceiro casamento foi com o riquíssimo banqueiro George W. Young, de Nova Iorque. Todos os casamentos foram infelizes.
Em 1913, partiu em uma turné para a Austrália. Ela quase perdeu o navio saindo de Sydney na volta, mas enviou um telex para o capitão pedindo-o que esperasse por ela. Foi um erro fatal. O navio bateu em um recife de coral onde permaneceu por três dias. Ela ficou à mercê do clima e nunca se recuperou. Permaneceu meses parecendo que melhoraria. Morreu na ilha de Java a 10 de maio de 1914, de prostração e pneumonia. Seu corpo foi devolvido aos Estados Unidos e enterrado perto da velha propriedade no estado do Maine. 
Apesar de sua infeliz vida pessoal, Nordica era conhecida por ser gentil e generosa. Escreveu um tratado intitulado Hints to Singers (Dicas para Cantores), que está como um apêndice no final do livro Yankee Diva. Hints to Singers é famoso pela falta de pretensão, por seus conselhos de bom senso. Tanta era sua humildade que em Hints to Singers, ela menciona uma ocasião em que recomendou que Geraldine Farrar estudasse com Lilli Lehmann.